# 62. Armee (Rote Armee)
Die 62. Armee (russisch 62-я армия / 62-ja armija) war ein Großverband der Roten Armee in der Zeit des Zweiten Weltkrieges. Sie war maßgeblich an der Verteidigung Stalingrads gegen die deutsche 6. Armee beteiligt.
Der Großverband wechselte in seiner Geschichte mehrmalig seine Bezeichnungen:
- 7. Reservearmee vor 10. Juli 1942
- 62. Armee 1942 bis 1943 (10. Juli 1942, Umbenennung)
- 8. Gardearmee 1943 bis 1991 (16. April 1943, Umbenennung)
- 8. Garde-Armeekorps 1992 (Umgliederung und Neuformierung)
- 8. Gardearmee 2017 (Renaissance unter Verwendung der Traditionsbezeichnung)

## Geschichte
Die Erstaufstellung der 62. Armee erfolgte gemäß Direktive des Hauptquartiers des Kommandos des Obersten Befehlshabers № 170465 vom 9. Juli 1942, auf Basis der 7. Reservearmee.
- Zum Anfangsbestand der 62. Armee gehörten sechs Schützendivisionen: 33. Garde-Division, 147., 181., 184., 192., 196. Schützendivision, sowie die 121. Panzerbrigade, mehrere Artillerie- und sonstige Truppenteile und Einheiten.

Die 62. Armee wurde im Juli 1942 zusammen mit der 64. Armee zwischen Tschir und Don konzentriert und der Stalingrader Front unterstellt. Im Rahmen des Unternehmens Blau näherte sich die deutsche 6. Armee Ende Juli 1942 dem Scheitelpunkt der Donschleife bei Kalatsch am Don. Vom 23. Juli an wurden feindliche Angriffe zwischen Kletskaja und Surowikino bekämpft, dabei erfolgte der Rückzug auf das linke Ufer des Don. Die Stawka entschied sich dafür, die Don-Übergänge in diesem Gebiet zu verteidigen und konzentrierte die neu aufgestellte 1. Panzerarmee (unter General Moskalenko) und die 62. Armee (unter General Kolpaktschi) im hügeligen Gelände westlich von Kalatsch. Die während der Kesselschlacht bei Kalatsch durch das XIV. Panzerkorps angesetzte Umfassung war erfolgreich. Bis zum 11. August kapitulierten nach deutschen Angaben 57.000 Rotarmisten. Die deutsche 6. Armee bildete einen Brückenkopf über den Don; das letzte Hindernis vor Stalingrad war mit zwei Wochen Verspätung überwunden. Stalingrad konnte infolge dieses Widerstandes von der Wehrmacht erst am 22. August erreicht werden.
Am 10. September 1942 wurde Wassili. I. Tschuikow Befehlshaber der 62. Armee, als Stabschef fungierte N. I. Krylow und Mitglied des Militärrats war K. A. Gurow. Die 62. Armee hielt sich am westlichen Wolga-Ufer und trug in der Schlacht von Stalingrad die Hauptlast bei der Abwehr der Angriffe des deutschen LI. Armeekorps auf die Innenstadt von Stalingrad.
Am 14. September traf als Verstärkung die 13. Garde-Schützen-Division (Generalmajor Rodimzew) ein, um den weiteren deutschen Vormarsch aufzuhalten. Am 21. September erreichte auch die 284. Schützen-Division (Oberst Batjuk) das westliche Wolgaufer und sicherte zwischen Stahlwerk „Roter Oktober“ und den Mamajew-Hügel. Die 13. GSD. musste am 22. September zwölf feindliche Angriffe abwehren. Ein sowjetischer Gegenangriff mit der 284. und 95. Schützendivision wurde am nächsten Tag ebenfalls abgeschlagen. Am 27. September verblieb der hart umkämpfte Mamajew-Hügel auf der Nordwestseite in deutschem Besitz, nur der Osthang wurde von der 284. Schützen-Division gehalten.
Armeegliederung Mitte September 1942
- 13. Garde-Schützendivision, Generalmajor Alexander Iljitsch Rodimzew
- 33. Garde-Schützendivision, Generalmajor Alexander Iwanowitsch Utvenko
- 35. Garde-Schützendivision, Oberst Wassili Pawlowitsch Dubjanski
- 95. Schützendivision, General Wassili Akimowitsch Gorischny
- 112. Schützendivision, Oberst Iwan Jefimowitsch Jermolkin
- 131. Schützendivision (am 22. September abgezogen), Generalmajor Michail Alexandrowitsch Pesotschin
- 244. Schützendivision, Oberst Georgi Afanasjewitsch Afanasjew
- 284. Schützendivision, Oberst Nikolai Filippowitsch Batjuk
- 10. NKWD-Division, General Alexander Andrejewitsch Sarajew
- 10., 38. und 42. Schützen-Brigade
- 115., 124., 129. und 149. Spezial-Brigade
- 23. Panzerkorps (84., 137. und 189. Panzerbrigade, 9. mot. Schützenbrigade)
- 2. Panzerkorps (26., 27. und 99. Panzerbrigade, 2. mot. Schützenbrigade)

Von der 1. Gardearmee im Laufe des September/Oktober an die 62. Armee übertragen
- 39. Garde-Schützendivision, Generalmajor S. S. Gurjew
- 300. Schützendivision, Oberst Iwan Michailowitsch Afonin
- 308. Schützendivision, Oberst L. N. Gurtjew
- 399. Schützendivision, Oberst Nikolai Grigorjewitsch Trawnikow

Am 29. September war der Orlowka-Frontvorsprung abgetrennt, die eingeschlossenen Sowjetverbände kämpften bis zur eigenen Vernichtung. Ende September 1942 verlagerte das Oberkommando der 6. Armee den Angriffsschwerpunkt in die Industriekomplexe im Norden der Stadt. Die 284. Schützendivision löste die 13. Gardeschützen-Division auf dem Mamajew-Hügel ab. Nördlich davon richteten sich die neu über die Wolga zugeführte 39. Garde-Schützendivision, die 194. und 308. Schützen-Division Schützengräben zur Verteidigung des Westzuganges zu den Fabriken „Roter Oktober“ und „Barrikady“ ein. Die Kämpfe in Stalingrad konzentrierten sich am 6. und 7. Oktober 1942 auf die vorgelagerten Arbeitersiedlungen des Traktorenwerkes. Die Fabrikhallen des Traktorenwerkes und der Ziegelei wurden zu Festungen ausgebaut. Die sowjetischen Truppen im Norden (124., 143. und 115. Spezial-Brigade) konnten ihre Linien in Rynok, Spartanowka und entlang der Arbeitersiedlung „Traktorenwerk“ am Fluss Metschetka halten. Die 62. Armee gruppierte ihre Kräfte um; die neu eingetroffene 37. Garde-Division (Generalmajor V. G. Scholudjew) erhielt den Auftrag, den Südteil des Traktorenwerkes zu halten und die 95. Schützendivision besetzte den Raum zwischen Traktorenwerk und Geschützfabrik „Barrikady“. Die Gesamtlage der 62. Armee war am 14. Oktober besonders kritisch, denn sämtliche Telefonleitungen zu den einzelnen Kampfverbänden waren durch Artilleriefeuer und schwere Luftangriffe völlig zusammengebrochen. Die 62. Armee hatte vom 13. bis zum 17. Oktober in der Schlacht um das Traktorenwerk insgesamt 13.000 Mann verloren (25 % der 53.000 westlich der Wolga eingesetzten Soldaten).
Durch die am Morgen des 19. November 1942 begonnene Operation Uranus wurde die deutsche 6. Armee innerhalb von fünf Tagen eingeschlossen.
Die Truppen General Tschuikows hielten die folgenden Monate im Häuserkampf auf einem schmalen Streifen am westlichen Wolga-Ufer stand. Am 1. Januar 1943 wurde die 62. Armee der Don-Front unterstellt. Nach dem Abschluss der Operation Uranus begann die Rote Armee am 10. Januar die Operation Kolzo, die letzte Großoffensive gegen die Reste der deutschen 6. Armee. Am 31. Januar drangen sowjetische Truppen in das Kaufhaus „Univermag“ ein, in dessen Keller sich das deutsche Hauptquartier befand.
 Armeegliederung am 1. Februar 1943
- 13., 37. und 39. Garde-Schützendivision
- 45., 95., 138., 193., 284. Schützendivision
- 92. Schützenbrigade
- 156. Befestigtes Gebiet

Nach dem Ende der Schlacht von Stalingrad gehörte die 62. Armee ab dem 6. Februar 1943 zur Gruppe des Generalleutnants K. P. Trubnikow, die sich in der Reserve des Obersten Kommando befand. Von März bis April war die 62. Armee im Rahmen der Südwestfront eingesetzt und beteiligte sich am linken Ufer des Oskol am Ausbau der dortigen Stellungen. Auf Grund der bewiesenen Standhaftigkeit erhielt der Großverband den Gardetitel und ab 16. April 1943 wurde sie in 8. Gardearmee umbenannt.
Siehe

## Führung
Befehlshaber
- Generalmajor Wladimir Jakowlewitsch Kolpaktschi (10. Juli – 3. August 1942)
- Generalleutnant Anton Iwanowitsch Lopatin (3. August – 5. September 1942)
- Generalleutnant Nikolai Iwanowitsch Krylow (5.–12. September 1942)
- Generalleutnant Wassili Iwanowitsch Tschuikow (12. September 1942 – 16. April 1943)

Stabschefs
- Generalmajor Nikolai Afanasjewitsch Moskwin (Juli – August 1942)
- Generalmajor Iwan Andrejewitsch Laskin (August – September 1942)
- Oberst Sergej Michailowitsch Kamynin (3. September 1942 – 10. September 1942)
- Generalmajor Nikolai Iwanowitsch Krylow (September 1942 – März 1943)